# 間宮啓行
間宮 啓行（まみや ひろゆき、1958年〈昭和33年〉11月18日 - ）は日本の俳優。愛知県出身。
所属は、シェイクスピア・シアター → 有限会社華のん企画 → ホリプロ。主に舞台で活動している。2024年、夜ドラ『未来の私にブッかまされる!?』でテレビドラマ初出演。

## 出演

### 舞台
- 東京コンバット2013（ハム・トンクス、演出：宮本勝行、2013年2月5日 - 11日、ザ・スズナリ）[注 1][5]
- 太平洋食堂（演劇ユニットメメントC、作：嶽本あゆ美[7]、演出：藤井ごう） - 主演・大星誠之助 役
  - 初演（第7回公演、2013年7月3日 - 7日、座・高円寺1）[8]
  - 再演（2015年7月2日、座・高円寺1[9] / 2015年7月10日・11日、東本願寺難波別院御堂会館 大ホール[10] / 2015年7月19日、新宮市民会館[11]）
  - 再々演（2020年12月2日 - 6日、座・高円寺1）[12]
- ヴェニスの商人（彩の国シェイクスピア・シリーズ第28弾、演出：蜷川幸雄、2013年9月5日 - 22日、彩の国さいたま芸術劇場 大ホール / ほか）[13] - グラシアーノ 役
- 南京/Nanjing（演劇ユニットメメントC、作・演出：嶽本あゆ美） - 林田従軍僧 役
  - 初演（第8回公演、2014年3月20日 - 23日、下北沢・Geki地下Liberty）[14]
  - 再演：作品名を『安全区/Nanjing』として改作上演（第12回公演、2016年3月17日 - 21日、Geki地下Liberty[15][16] / 2016年3月25日・26日、熊本市・早川倉庫[15][17]）
- 王女メディア（幹の会＋リリック、演出：田尾下哲、2015年9月30日 - 2016年3月6日、たましんRISURUホール（立川市市民会館） ほか全国巡回）[18]
- ミカンの花が咲く頃に（HOTSKY、演出：西山水木、2018年10月3日 - 7日、アトリエファンファーレ高円寺） - 佐伯源造 役[19]
- ヘンリー五世（演出：吉田鋼太郎、彩の国シェイクスピア･シリーズ  第34弾、2019年2月8日 - 24日、彩の国さいたま芸術劇場 大ホール）[20]
- ピカソとアインシュタイン～星降る夜の奇跡～（2019年4月25日 - 5月9日、よみうり大手町ホール / ほか） - フレディ 役[21]
- ヘンリー八世（彩の国シェイクスピア・シリーズ第35弾、演出：吉田鋼太郎、2020年2月14日 - 3月1日、彩の国さいたま芸術劇場 大ホール / ほか）[22]
- 草の家（燐光群、演出：坂手洋二、2021年2月5日 - 18日、ザ・スズナリ） - 主演[23]
- ミュージカル 蜘蛛女のキス（演出：日澤雄介、2021年11月26日 - 12月12日、東京芸術劇場 / 2021年12月17日 - 19日、梅田芸術劇場 シアター・ドラマシティ） - マルコス 役[24]
- メーヘレン フェルメールになろうとした男（TBスタジオ、演出：得丸伸二、2022年1月26日 - 30日 劇的ライヴスペース・オメガ東京）[25]
- ジョン王（彩の国シェイクスピア・シリーズ第38弾、演出：吉田鋼太郎、2022年12月26日 - 2023年1月22日、シアターコクーン / 2023年2月17日 - 24日、埼玉会館 大ホール / ほか）[26]
- ハリー・ポッターと呪いの子（2023年 - 、TBS赤坂ACTシアター） - エイモス・ディゴリー 役[27]

### 映画
- 蜷川幸雄シアター第4弾 ヴェニスの商人[注 2]（2017年6月3日公開）[28]
- 聖☆おにいさん THE MOVIE〜ホーリーメンVS悪魔軍団〜（監督：福田雄一、2024年12月20日公開、東宝）[29]

### オリジナルビデオ
- 右向け左!自衛隊へ行こう（監督：冨永憲治、1994年、JSDSS）[30]

### テレビドラマ
- 夜ドラ 未来の私にブッかまされる!?（2024年10月7日 - 11月28日、NHK総合） - 五味大介 役[31]
- 金曜ドラマ クジャクのダンス、誰が見た? episode.6 - 10（2025年2月28日 - 3月28日、TBSテレビ系） - 鳴川徹 役[32]

## 受賞歴
- 門真国際映画祭2021 舞台映像部門 最優秀主演男優賞（『太平洋食堂』）[3]